# Alexandru Lăzărescu
Alexandru Lăzărescu (cunoscut și sub pseudonimul Laertiu sau Laerțiu) (n. 1828 sau 1830 – d. 1876) a fost un avocat, deputat, poet, publicist, dramaturg și critic de artă  român.
A fost căsătorit cu Elena Lăzărescu (născută Constantinescu), cu care a avut un fiu, Amedeu Lăzărescu.
La alegerile generale din 19/31 decembrie 1867, Alexandru Lăzărescu-Laerțiu a fost ales deputat în colegiul al 2-lea Vlașca.

## Opera
De pe urma sa, în biblioteci s-au păstrat următoarele lucrări:
- George sau Un amor românesc. Vodevil în trei acte, compus de A. Lăzărescu. București (Tip. lui Iosef Copainig), 1851. (18 x 11,5). 69 p. (I 77002), cu alfabet de tranziție.
- Massimu pictorele. Melodramă în cinci acte și patru tablouri, de A. Lăzărescu. Bucuresci (Impr. Mitropolitului Nifon), 1858. (21,5 x 13,5). 135 p. (II 53495), cu alfabet de tranziție.
- Ore de repaosŭ. Poesii, de A. Lăzărescu. Bucuresci (Impr. Santei Mitropolii), 1852. (19,5 x 13). 2 f., III p., p. 9-127[-131]. (I 101914), cu alfabet de tranziție.
- Alfredo. Ore de repaosŭ. Poesii, de A. Lăzărescu. A duoa serie. București, Librariu-Editoriu G. Ioannide (Impr. lui Ferdinand Om), 1854. (22, 14,5). 197 p. (II 53561), cu alfabet de tranziție.
- Sanuto. Dramă în cinci acte, de A. Lăzărescu. Bucuresci (Tip. lui C. A. Rossetti și Vinterhalder), 1851. (21 x 14,5). 150 p. (II 379546), cu alfabet de tranziție.
- Stroie Corbeanul, de Alexandru Lăzărescul (Laerțiu). [Partea] II. Opera posthumă precedată de viața și operele autorului, de Teodor I. Focșăneanul. Bucuresci (Tip. C. Petrescu-Conduratu), 1885. (24 x 16). XLVIII, 150 p. 2 lei (II 385065) După cum se arată în Prefață, partea I a romanului a fost publicată "în foițele unuia din ḑiurnalele ce apărea în capitalĕ", în 1867.